# Мудра, Хильда
Хильда Мудра (словац. Hilda Múdra; 1 января 1926, Вена — 22 ноября 2021) —  словацкая фигуристка и тренер по фигурному катанию. Наиболее известна как неизменный наставник фигуриста Ондрея Непелы.

## Биография
Мудра родилась  под именем Хильдегард  в семье Павла и Анны Климпель в Вене.
26 октября 1947 года она вышла замуж за словацкого менеджера Йозефа Мудру, взяв его фамилию.  В 1949 году Хильда родила  дочь  Дагмару, а спустя год  —  сына Павола.  Её муж скончался в ноябре 2010 года. Хильда Мудра говорила как на словацком, так и на немецком языках.
Мудра тренировалась у  Рудольфа Куртцера и Уилла Петтерса в Вене. Сначала она выступала в одиночном катании, а затем в танцах на  льду. В середине 1940-х годов она гастролировала с австрийским ледовым шоу, которое посетило Чехословакию, а затем стала тренировать в Братиславе.  Первой её ученицей,  выигравшей медаль на чемпионате Европы, была Яна Мразкова.
Мудра тренировала Ондрея Непелу в течение 15 лет, впервые встретившись с ним в феврале 1958 года.  Он выиграл золото на пяти чемпионатах Европы, трех чемпионатах мира и зимних Олимпийских играх 1972 года. В 2000 году он был назван словацким спортсменом   века — Мудра принялa награду из рук словацкого президента Рудольфа Шустера от имени умершего ученика.